# Govern de Gibraltar
El Govern de Sa Majestat de Gibraltar és el govern democràticament elegit del territori britànic d'ultramar de Gibraltar. El govern té la reina Isabel II (representada per un governador - en l'actualitat, Sir Edward Davis) com la seva cap d'Estat. Les eleccions se celebren cada quatre anys, amb un Parlament unicameral de 18 membres (17 membres elegits per vot popular i un membre, el «Speaker», nomenat pel Parlament). Els mandats també són de quatre anys.

## L'Executiu
El líder del partit de la majoria (o de la coalició majoritària) és nomenat pel governador com el ministre principal (Cap de govern).

## El Legislatiu
El Gabinet (Consell de ministres) es forma generalment per 9 dels 17 membres electes del Parlament, a través d'elecció feta pel ministre en cap amb l'aprovació del governador. Els set membres restants constitueixen l'oposició (Gabinet a l'ombra).
Les últimes eleccions es van celebrar el 26 de novembre de 2015.

## Consell de Ministres
El Gabinet triat el 2011:
| Nom                          | Funció ministerial                                                        |
| ---------------------------- | ------------------------------------------------------------------------- |
| The Hon. Fabian Picardo      | Ministre en cap                                                           |
| The Hon. Dr. Joseph Garcia   | Ministre en cap adjunt                                                    |
| The Hon. John Cortes         | Ministre de la salut i medi ambient                                       |
| The Hon. Charles Bruzon      | Ministre d'habitatge i de la tercera edat                                 |
| The Hon. Samantha Sacramento | Ministra de la igualtat i serveis socials                                 |
| The Hon. Gilbert Licudi      | Ministre d'educació, serveis financers, joc, telecomunicacions i justícia |
| The Hon. Joe Bossano         | Ministre d'empreses, formació i ocupació                                  |
| The Hon. Neil Costa          | Ministre de turisme, transport Públic i del Port                          |
| The Hon. Paul Balban         | Ministre de trànsit, seguretat i higiene i serveis tècnics                |
| The Hon. Steven Linares      | Ministre d'esports, cultura, patrimoni i joventut                         |